# Calesia rhodotela
Calesia rhodotela là một loài bướm đêm trong họ Erebidae.